# 硫酸ナトリウム
硫酸ナトリウム（りゅうさんナトリウム、sodium sulfate）とは、化学式 Na2SO4 で表される、硫酸とナトリウムとの塩である。なお、硫酸ナトリウム十水和物は芒硝（ぼうしょう）などとも呼ばれ、生薬の1種として扱われる事もある。また、これが主要な成分として溶解している温泉を、かつて日本では硫酸塩泉の1種の芒硝泉と呼んでいた。

## 性質

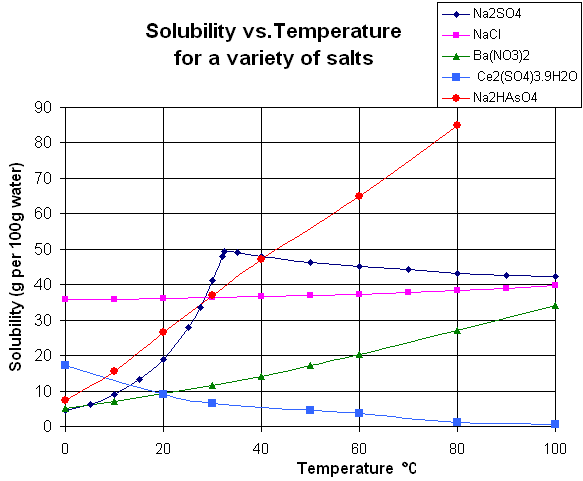
水への溶解度と、水温との関係。紺色（Na2SO4）が硫酸ナトリウムの溶解度である。32.38 ℃を境に折れ曲がっている。

常圧における無水硫酸ナトリウムの融点は884 ℃であり、常温においては無色で、比重2.698の固体として存在する。無水硫酸ナトリウムは水に可溶で、水溶液は中性を示す。
硫酸ナトリウムの飽和水溶液から常温で結晶化すると、硫酸ナトリウム十水和物が得られる。乾燥の操作を行わなければ、この状態で存在することが多い。十水和物は芒硝（ぼうしょう）、グラウバー塩、ミラビライトと呼ばれ、十水和物の比重は1.464で、常温常圧では無色の固体として存在し、水に可溶である。転移温度の 32.38 ℃で水和水が結晶水になる。水和物を乾燥した空気中に放置すると風解するが、無水物を湿った空気中に放置すると水和物となる。
硫酸ナトリウムは、水への溶解度の温度依存性が特徴的で、十水和物と無水物とで、その挙動が異なる。十水和物 (Na2SO4•10H2O) は水温の上昇に伴って溶解度が増加する。しかし、無水物 (Na2SO4) の溶解度は水温の上昇に伴って、逆に溶解度が減少する場合がある。実際、硫酸ナトリウムの溶解度は32.38 ℃までは上がり続けるのに対し、さらに高温にすると少しずつ低下してゆく。これは低温域では十水和物が析出するのに対し、高温域では無水物が析出するからである。

## 製法
塩化ナトリウムと濃硫酸を加熱すると、硫酸ナトリウム無水物が得られる。
{\displaystyle {\ce {2{NaCl}+ H2SO4 -> Na2SO4 + 2{HCl}}}}
炭酸ナトリウムまたは水酸化ナトリウムを硫酸で中和した溶液からは、硫酸ナトリウム十水和物の結晶が得られる。
{\displaystyle {\ce {2{NaOH}+ H2SO4 -> Na2SO4 + 2{H2O}}}}
{\displaystyle {\ce {Na2CO3 + H2SO4 -> Na2SO4 + CO2 + H2O}}}
工業的には、水酸化ナトリウムと硫酸を反応させる方法でも製造されるが、他に、硫黄酸化物が含まれる排煙を水酸化ナトリウムを使って脱硫した場合に発生する、また、レーヨン製造や臭素製造などで副生する、純度の低い硫酸ナトリウム水溶液を、沈殿や濾過で、精製・留去して製造する。
硫酸ナトリウム（無水物相当）の2004年度日本国内生産量は 130,107 トン、工業消費量は 8765 トンであった。

## 用途
無水物は湿度が高いと吸湿するため乾燥剤として用いる場合がある。他に、ガラスの製造の際に原料の1つとして用いられる事もある。
十水和物は緩下剤として用いられたり、防風通聖散や桃核承気湯などの漢方薬の一部に芒硝として配合される。
さらに、硫酸ナトリウムは温泉に含有される場合のある物質としても知られ、アルカリ金属・アルカリ土類金属の硫酸塩を含む温泉を総じて硫酸泉・硫酸塩泉と呼ぶ。この温泉を真似た家庭用の入浴剤の成分として、炭酸水素ナトリウムと共に硫酸ナトリウムが用いられる場合がある。ところで、日本で流通している硫酸ナトリウムを配合した入浴剤の説明書には「風呂釜を傷める硫黄分は含まれていない」という記述がしばしば見られる。これは硫黄泉の成分を模した入浴剤（湯の花・ムトウ六一〇ハップ等）とは異なり単体硫黄を成分に含まないという意味であり、硫酸ナトリウム自体は硫黄化合物の1つである。